# Pedro de Calasans
Pedro Luziense de Bittencourt Calasans (* 29. Juli 1837 in Santa Luzia do Intanhy, Bundesstaat Sergipe, Brasilien; † 24. Februar 1874 vor der Küste Lissabons, Portugal) war ein brasilianischer Schriftsteller, Journalist, Jurist und Politiker. 

## Leben und Wirken
Pedro de Calasans wurde als Sohn des Obersts und späteren Gouverneurs von Sergipe, João Jose de Bittencourt Calasans, und seiner Frau Carolina Amelia de Calasans geboren. Seine Schulzeit begann er in seiner Heimatstadt und beendete sie in Recife, wo er auch für diverse regionale Zeitungen als Journalist arbeitete. Mit sechzehn veröffentlichte er seinen ersten Gedichtband; von 1855 bis 1859 studierte er in Recife Rechtswissenschaften. Mit 22 Jahren wurde er kurzzeitig Bezirksanwalt in der Stadt Estância und heiratete eine reiche Witwe, aber die Ehe hielt nur kurz.
1861 zog er nach Rio de Janeiro, wo er von 1861 bis 1864 als Stadtrat fungierte. Beruflich war er als Jurist und Journalist tätig.
Von 1864 bis 1867 ging er auf Europareise, wo er unter anderem nach Brüssel und Leipzig kam und dort diverse Werke schrieb, die dann in Brasilien erschienen. Dann war er als Richter in Caçapava tätig und kurzzeitig auch als Abgeordneter im Landesparlament von Rio Grande do Sul. 
Von einer Tuberkuloseerkrankung geplagt, begab er sich zunächst zu diversen brasilianischen Orten, die Erholung versprachen. Doch als das keine Besserung mit sich brachte, riet ihm ein Arzt, sich nach Madeira zu begeben, wegen des milden Klimas dort. Auf dem Weg zur Insel verstarb er auf dem Schiff, das ihn eigentlich nach Madeira bringen sollte, am 24. Februar 1874 vor der Küste Lissabons.

## Schaffen
Calasans gilt als einer der bedeutenden Vertreter der Romantik im 19. Jahrhundert in Brasilien. Eines seiner Werke wurde von Victor Hugo ins Französische übertragen. 
Hauptsächlich war er als Lyriker tätig, hat aber auch ein Theaterstück geschrieben.
In seinem Werk ging es ihm um kosmopolitische Darstellungen, vor allem um Erfahrungen und Beobachtungen seiner Reisen durch Europa und durch Brasilien. Und er schrieb poetische Sittenbilder über Brasiliens Oberschicht, die dabei nicht gut wegkam.
Sein bedeutendstes Werk ist die Versprosa Wiesbade über die Spielerstadt Wiesbaden, in der er Einzelschicksale der Spieler anhand fiktiver Biographien darstellte und die Stadt Wiesbaden damit erstmals in Lateinamerika bekannt machte.

## Werk (Auswahl)
- Poesia (1853)
- Adeus! (1855)
- Páginas Soltas (1858)
- Últimas Páginas (1864)
- Ofenísia (1864)
- Wiesbade (1867) (Wiesbaden, geschrieben aber in Leipzig)
- A Morte de Uma Virgem  (1867)
- A Rosa e o Sol (1867)
- Qual Delas? (1870)
- Brazilina (1875), posthum
- Camerino: episódio da guerra do Paraguai (1881), posthum
- As Flores de Laranjeira (1900), posthum
- Waterloo (1906), posthum
- A Cascata de Paulafonso, o. J., posthum